# Deakin Bay
Die Deakin Bay ist eine große Bucht zwischen dem Horn Bluff und Kap Freshfield an der ostantarktischen George-V.-Küste.
Sie wurde bei der Australasiatischen Antarktisexpedition (1911–1914) unter der Leitung des australischen Polarforschers Douglas Mawson grob kartiert. Mawson benannte sie nach dem Politiker Alfred Deakin (1856–1919), dreimaliger Premierminister Australiens. Kartenmaterial, das bei der United States Exploring Expedition (1838–1842) unter der Leitung des US-amerikanischen Polarforschers Charles Wilkes entstand, weist sie als Peacocks Bay aus, benannt nach dem Forschungsschiff USS Peacock.